# Frans Van Looy
Pour les articles homonymes, voir Van Looy.
François Van Looy, dit Frans Van Looy , né le 26 août 1950 à Merksem et mort le 20 septembre 2019 dans la même ville, est un coureur cycliste professionnel belge des années 1970-1980.

## Biographie
Professionnel de 1972 à 1982, Frans Van Looy a notamment remporté de nombreuses semi-classiques belges, des étapes sur le Critérium du Dauphiné libéré et au Tour de Catalogne et a également terminé deuxième de Paris-Tours en 1975.
Après sa carrière de coureur, il travaille comme directeur sportif chez Team Telekom et T-Mobile jusqu'en 2006. Après un long conflit judiciaire avec l'agence Wegen en Verkeer qui avait acheté la ferme où il est né et l'avait jugée inhabitable, avant de l'expulser, il se suicide en septembre 2019.

## Palmarès

### Palmarès amateur
- 1971
  - 2e étape du Tour de la Flandre française
  - 2e de la Coupe Egide Schoeters
- 1972
  - Gand-Wevelgem amateurs
  - 3e et 4e étapes du Tour d'Algérie

### Palmarès professionnel
- 1973
  - 6e étape du Tour du Levant
  - 1re étape du Tour de Majorque
  - 1re étape du Tour du Nord
  - Gullegem Koerse
  - 2e du Circuit de Flandre orientale
- 1974
  - 3e étape du Critérium du Dauphiné libéré
  - Coupe Sels
  - Prix national de clôture
- 1975
  - 2e du Circuit du Tournaisis
  - 2e de Paris-Tours
  - 3e de la Coppa Agostoni
  - 3e de la Coupe Sels
  - 3e du Tour du Condroz
- 1976
  - Tour du Limbourg
  - Grand Prix de Saint-Nicolas
  - Leeuwse Pijl
  - 3e du Circuit de la vallée de la Lys
  - 4e de Paris-Tours
- 1977
  - Nokere Koerse
  - 1reb étape du Circuit Mandel-Lys-Escaut
  - Flèche rebecquoise
  - Prix national de clôture
  - Circuit de Neeroeteren
  - 3e de Bruxelles-Ingooigem
- 1978
  - 3e étape des Trois Jours de La Panne
  - Circuit du Pays de Waes
  - Puivelde Koerse
  - Flèche côtière
  - Flèche de Liedekerke
  - 3e étape du Tour de Catalogne
  - Grand Prix Jef Scherens
  - Circuit de Neeroeteren
  - 2e du Circuit du Tournaisis
  - 2e du Prix de Saint-Amands
  - 3e du Circuit des Trois Provinces (Avelgem)
- 1979
  - 2e étape du Tour d'Aragon
  - Prix national de clôture
  - Prix de Saint-Amands
  - 3e de la Flèche côtière
- 1980
  - Grand Prix du 1er mai
  - Bruxelles-Ingooigem
  - Grand Prix Briek Schotte
  - 2e du Grand Prix Jef Scherens
- 1981
  - 3e du Grand Prix de Hannut

## Résultats sur les grands tours

### Tour de France
2 participations
- 1974 : 99e
- 1979 : abandon (5e étape)

### Tour d'Italie
1 participation
- 1976 : 71e